# フクダ電子アリーナ
フクダ電子アリーナ（フクダでんしアリーナ、英: Fukuda Denshi Arena）は、千葉県千葉市中央区の千葉市蘇我スポーツ公園内にある多目的球技場。施設は千葉市が所有し、株式会社千葉マリンスタジアム、ジェフユナイテッド株式会社など4社で構成される「SSP UNITED」が指定管理者として運営管理を行っている（詳細は千葉市蘇我スポーツ公園#指定管理者を参照）。
日本プロサッカーリーグ（Jリーグ）のジェフユナイテッド市原・千葉（ジェフ）がホームスタジアムとして使用している。
条例上の名称は「千葉市蘇我球技場」（ちばしそがきゅうぎじょう）だが、開業当初から医療機器の製造販売を行うフクダ電子が命名権を取得しており「フクダ電子アリーナ」（ふくだでんしアリーナ、略称「フクアリ」）の名称を用いている（詳細は後述）。

## 概要
川崎製鉄千葉製鉄所（現：JFEスチール東日本製鉄所）の沖合埋立地区への移転に伴い生じた遊休地に設定された「蘇我特定地区」内に整備された千葉市蘇我スポーツ公園内に建設されたスタジアムで、2005年10月16日に同公園内の施設の中では最初に開業した。なお、現在も商業地区と住居地区（予定地）の間に製鉄所のマネージメント地区となるJFEスチールのオフィススペースが残っている。
元々千葉県は2002 FIFAワールドカップに合わせて市原市八幡地区（現在の市原スポレクパークのエリア）に5万人程度が収容できる県営スタジアム（千葉県営スタジアム）の建設を計画し、ジェフのホームスタジアムを市原緑地運動公園臨海競技場（市原市）から移転する計画があったが、W杯開催都市に千葉県が落選した事で計画が頓挫。これと平行して千葉市による球技場の建設が計画されたことから、改修計画を進めていた市原臨海と併用する形でジェフのホームスタジアムとして利用開始、2006年は市原臨海の改修工事本格化に併せてジェフのホームゲーム全試合を本スタジアムで開催、その後市原臨海の改修規模縮小（事実上の本拠地使用断念）を受けて以後はホーム全試合を本スタジアムで開催している（なお、市原臨海競技場は試合開催こそなかったが、フクアリとともに2010年までJリーグに本拠地登録を行っていた）。
本スタジアムの完成後、蘇我スポーツ公園内（スタジアムの東隣）に多目的広場（フクダ電子スクエア）などが建設されたほか、隣接地にジェフのクラブハウスや練習所を兼ね備えたユナイテッドパークが整備されている。
2007年にグッドデザイン賞（建築・環境デザイン部門）を受賞している。

## 施設概要

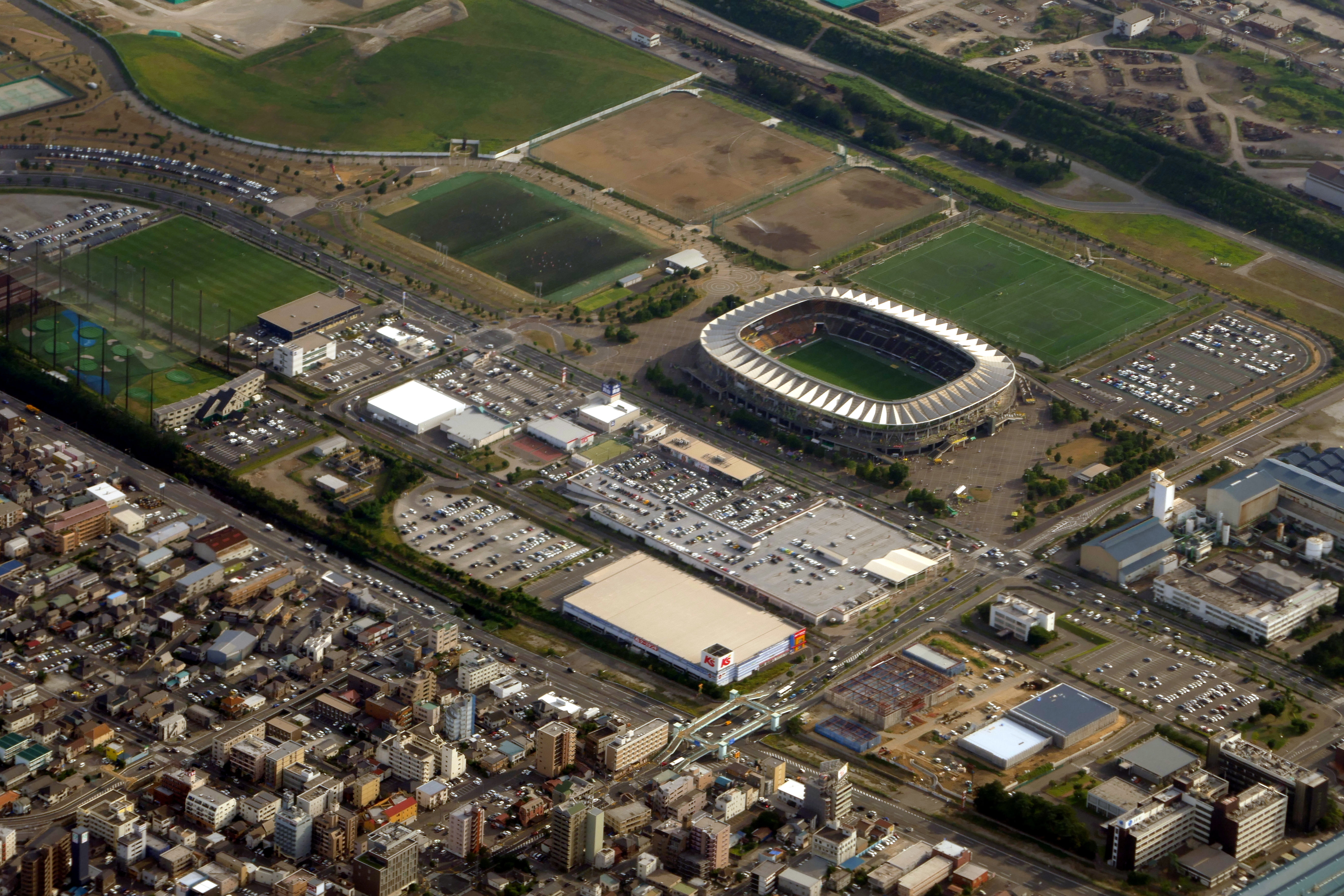
スタジアム空撮（2017年）

設計は味の素スタジアムと同じく日本設計によるものである。都市再生機構が発注し、清水建設、大林組、新日本建設によるジョイント・ベンチャーによって建設工事が行われた。
ワールドカップ時に建設された多くの巨大スタジアムとは一線を画し、Jリーグサッカーのイベントスケールに見合った、観やすく、使いやすく、よりコンパクトな「次世代型」「地域密着型」スタジアムをコンセプトに設計されている。

### フィールド
フィールドの大きさは、68m×105mで、更に縦横共に3m余計に芝生が植えられている。これにより国際サッカー連盟の定めるピッチ上の規格を満たしている。芝生は、夏芝としてティフトン419が、冬芝としてペレニアルライグラスが採用されている。
スタンドとフィールドの間には最小で8m（コーナー付近）、最大で15m（バックスタンド中央）の間隔が設けられている。災害時にはここが作業用車両の通路として使用される。

### スタンド
収容人数は座席数が18,500席、立ち見が1,281人分確保されており、消防法に依拠したキャパシティの合計は19,781人である。これには、ロイヤルシート80席、身障者用席110席、記者席84席が含まれている。この内、これまでに立ち見分のチケットは発売されていない。ジェフのホームゲームではこれに、アウェイサポーターとの緩衝地帯が設定されるため17,000席前後のチケットが販売される事になっている。
現在までの最多入場者数は、2010年J2第26節（2010年9月19日）の千葉ダービー（ジェフ×柏レイソル）における18,031人（立見席販売なしで緩衝地帯を空けた状態での収容限度ぎりぎりの人数が来場）、入場者数記録の第2位は2009年シーズンのガンバ大阪戦（17,916人、ホーム開幕戦であり、フクアリの奇跡後初のホームゲーム）、第3位は同年シーズンの柏戦（17,899人) である。
スタンドの形状は2層式の楕円形となっている。メインスタンド上段外側（ジェフのホームゲームにおけるホーム（アウェイ）コーナー自由席) の一部は逆サイドのコーナーの攻防が死角に入る。
またピッチ内の通風性を確保するためにスリットが設けられている。
バリアフリーとしてメイン、バック、両サイドの1階スタンド最後列に計9箇所の車椅子用のスペース合計110席が確保されている。これらの座席からは車椅子用スペースの前の座席にいる観客が立ち上がっても車椅子スペースにいる車椅子使用者のピッチへの視点が確保されるよう配慮されている。
車椅子使用者のために、地平からスタジアムコンコースに移動するためのエレベーターがホーム側サイドスタンドコンコース1カ所に設置されている。

### ホスピタリティ
メインスタンド、バックスタンド、ホーム側サイドスタンド、アウェイ側サイドスタンドに火の使用ができる調理用ブースが設置されており、飲食物が供される。チケットブース外にはスタジアムレストランが設置されている。
メインスタンド、バックスタンド、両サイドスタンドコンコースにグッズ売店が設置されている。この内メインスタンド、バックスタンド、ホームゴール裏売店では、2008年3月15日のシーズン開幕戦からSuica（Suica電子マネー）とPASMOの利用が可能になっている。又同年3月18日からは、Suicaと電子マネーの相互利用を開始したICOCA（ICOCA電子マネー）も利用可能である。トイレは各スタンドに2ヶ所ずつ合計8ヶ所設置されている。

### 屋根
屋根はスタンドの最前列付近を除きほぼ全てのシートを覆っている。過去の例からも全席屋根付きのサッカー専用スタジアムは採光性の悪さからピッチ上の芝の育成に問題があったが、当スタジアムでは南側にあたる、アウェイ側サイドスタンドの屋根の素材に透光性のある素材を採用しており、採光に対して配慮を行っている。海沿いのため、風が強い日は屋根がある場所（風向きの関係で特にメインスタンド）でも雨がかかる場合がある。
また当スタジアムでは、この屋根に降った雨水を採集出来るようになっている。こうして採取された雨水は、トイレなど飲料以外の目的に使用されている。

### 照明及び視聴覚装置
照明は各スタンドの屋根の上部に設置されている。
当スタジアムでは当初大型ビジョンの採用は見送られる事になっていた（準備工事のみはする事になっていた）が、その後JFEの寄贈により三菱電機製のLEDディスプレイ「オーロラビジョン」の設置（アウェー側のゴール裏スタンド）が決定された。これは千葉市がJFEから土地を取得した際の購入金額が問題になった事への配慮も含まれている。又、コンコース内に4基あるモニターはイレブン懇談会（下記参照）委員の一人であった奥山泰弘（スタジアムオープン前に死去）及び遺族からの寄贈である。
ジェフのホームゲームにおいては、バックスタンド側の広告看板のスペースにLED式の映像装置（オーロラリボン）を設置し、動画による広告を行っている。

### 災害・緊急時の役割
当スタジアムは災害時に活用するという理由で、建設にあたって国から補助金を受け取っている。そのため、スタンドの形状、スタンドとピッチの間のスペースなどはそれを理由に制約を受けている。
命名権を取得したフクダ電子から提供を受けた自動体外式除細動器（AED）が複数個設置されている。Jリーグの試合運営規定により選手用・観客用に各1台以上のAEDを試合会場に準備しなければならない事に起因している。

## 命名権
建設開始当初から命名権の導入の検討を始め、2004年から募集を始めた。当初千葉市が提示していた条件は当初年間あたり1億2,000万円以上、契約期間5年であった。この時は千葉市自身が命名権の売込みをかけたが実際に契約する企業が現れず、2005年4月に命名権の販売を電通に委託し、年間あたり1億5,000万円以上、契約期間3年で改めて引き受けてくれる企業の募集が始められた。
第二次の命名権募集の締切は当初2005年6月末日であったが、その後延長され7月まで命名権の買取者探しが続けられた。7月20日に医療機器メーカーのフクダ電子と命名権買収に関して基本合意に達した。契約内容は5年半で4億5千万－5億3千万円+AEDの提供及びチケットの買取となっている。8月25日に命名権による名称の決定が行われフクダ電子アリーナと略称のフクアリ、及びロゴマークが設定された。その後2011年と2016年に命名権契約の更新を行っており、現在の契約額は年3,000万円でジェフがJ1に昇格した場合は年5,000万円に増額（消費税別）となっている。また、2008年から2015年にかけて公園内の別施設もフクダ電子が命名権を取得している。
日本のスポーツスタジアムで、施設の使用開始当初から命名権の使用を開始するという初めてのケースである。なお千葉市は「千葉市都市公園条例」 において、当球技場が所在する公園の名称を「千葉市蘇我スポーツ公園」とし、園内の有料公園施設の項目において当球技場の名称を「蘇我球技場」と記載している。また、当施設に関して「千葉市蘇我球技場条例」を別途施行しており、本文中では単に「蘇我球技場」と記載している。この他「千葉市蘇我球技場（フクダ電子アリーナ) 」「フクダ電子アリーナ（千葉市蘇我球技場）」のように、条例で用いる名称と命名権による呼称とを併記する記載が見られる。
国際サッカー連盟（FIFA）のクリーンスタジアム規定など、大会主催者の規定により命名権を適用した名称が利用できない場合、「蘇我球技場」の名称を利用する。例としてEAFF E-1サッカー選手権2017では「千葉市蘇我球技場（フクダ電子アリーナ）」の名称で案内された。

## 各種大会・イベント

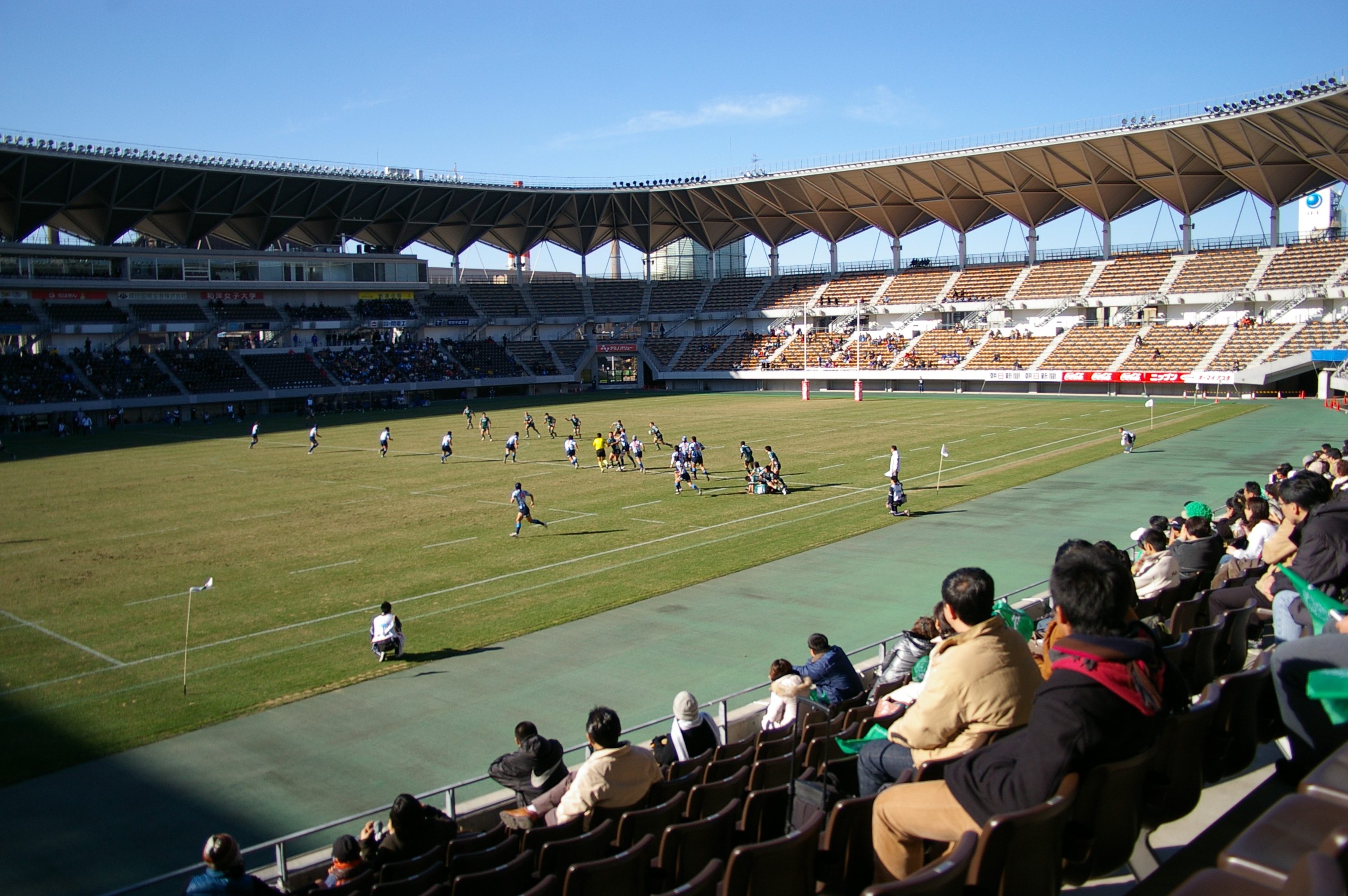
ラグビートップリーグの試合風景（2007年）

### オープニングゲーム
ジェフはスタジアムオープンに先駆けて、シミュレーションを行い、2005年9月7日に柏レイソルとのトレーニングマッチを行った。これが当スタジアムで行われた初試合（但し公式戦ではない）である（スコアはジェフ3-2柏。初得点者はジェフの林丈統）。入場者は、ジェフのファンクラブ会員から募った希望者の中から抽選により選ばれた。
当スタジアムでの初公式戦は2005年J1第27節（2005年10月16日）横浜F・マリノス戦で入場者数は17,087人であった。オープニングゴールは阿部勇樹（ジェフ、16分）。スコアは2-2であった。

### ジェフ及びその下部組織のホームゲーム
2005年シーズンはジェフのホームゲームのうち、オープニングゲームから、シーズン終了までのリーグ戦全5試合を開催した。これ以降については市原臨海競技場との併用をクラブが判断する事になっていたが、この後市原臨海競技場がキャパシティを縮小してJリーグの開催基準に満たなくなったため市原臨海競技場でのホームゲームの開催がなくなり（ただし、開催を前提として2010年まではフクアリ・市原臨海の2箇所を本拠地として登録していたが、市原臨海での開催実績がフクアリ完成後ないことや、市原のスタジアムスペックがJ1基準を満たしていないことなどから2011年に市原の本拠指定は解除され、フクアリに一本化された）、結果として2005年10月16日のオープニングゲーム以来全てのホームゲームをフクアリで開催している。
ジェフではトップチームのホームゲーム以外にも、女子チームのジェフユナイテッド市原・千葉レディースのホームゲームの一部もフクアリで開催。また、ジェフユナイテッド市原・千葉リザーブズ（2011年活動停止）も開催していた。

### ジェフ以外のサッカーの試合

#### 国内大会
- 天皇杯 JFA 全日本サッカー選手権大会
- 皇后杯全日本女子サッカー選手権大会（2016年度決勝戦）
- 全日本大学サッカー選手権大会（2006年、2007年）
- Jユースカップ（2006年、2007年）
- 全国高等学校サッカー選手権大会
- なでしこスーパーカップ（2006年）

#### 国際大会
- 2007年9月2日 - 国際親善試合・日本女子代表×ブラジル女子代表
- 2009年5月29日 - キリンカップサッカー2009・チリ代表×ベルギー代表
- 2012年4月3日 - キリンチャレンジカップ・アメリカ合衆国女子代表×ブラジル女子代表[13]
- 2013年9月26日 - 国際親善試合・日本女子代表×ナイジェリア女子代表
- 2015年3月11日 - 国際親善試合・U-22日本代表×U-22ミャンマー代表
- 2017年12月8日 - 15日 - EAFF E-1フットボールチャンピオンシップ2017（女子）
- 2021年3月30日 - 2022 FIFAワールドカップ・アジア2次予選・モンゴル代表×日本代表（モンゴル代表のホームゲーム扱いでの開催）
- 2021年5月28日 - 2022 FIFAワールドカップ・アジア2次予選・日本代表×ミャンマー代表

### ラグビー
- 2007年 - 日本IBMビッグブルーのジャパンラグビートップリーグ公式戦
- 2008年 - クボタスピアーズのジャパンラグビートップリーグ公式戦
- 2011年 - NECグリーンロケッツのジャパンラグビートップリーグ公式戦

### 音楽イベント
- 2017年 - JAPAN JAM。千葉市蘇我スポーツ公園が会場とされ、フクアリ内は休憩所などに利用されている。

## アクセス

### 鉄道
- JR外房線・内房線・京葉線 蘇我駅より徒歩約8分（700m）[14]

### バス
- 蘇我駅西口からはスタジアム近隣のショッピングセンターのハーバーシティ無料巡回バスが10分間隔で運行しており、スタジアムの近くに「GLOBO前」停留所がある。ただし、試合開催時にはその前後で同停留所を通過すると案内され、買い物客と観戦客の分離が図られている[15]。

### 自動車・二輪車・道路交通
2006年までは球技場付近に駐車場が確保できなかったため、試合実施日のみスタジアムと京葉線千葉みなと駅を結ぶ無料シャトルバスが数往復運行していた。この場合千葉みなと駅周辺に駐車するという方法が採られた。2006年途中からスタジアム再開発予定地に臨時の有料駐車場を用意する措置が採られ、2007年から千葉みなと駅からのシャトルバスは廃止された。この駐車場は完全予約制であり台数も制限され、再開発工事の都合によって駐車場の使用が制限される場合がある。一方、ジェフはシーズンチケットオーナー（年間席購入者）のみ、かつシーズン開幕前に限定して、スタジアム近接地に用意された場外臨時有料駐車場の年間駐車券を別途販売している。この場外臨時有料駐車場は1試合ごとに試合前日まで販売される場合もある。
- 最寄りのインターチェンジ
  - 京葉道路・蘇我インターチェンジ
- 駐車場
  - 第1駐車場 - 158台
  - 第2駐車場 - 320台
  - 第3駐車場 - 476台
- スタジアム敷地内への自転車・バイクの駐輪は無料。

### 命名権他
- フクダ電子株式会社
- 千葉市蘇我球技場(フクダ電子アリーナ)の照明設備（岩崎電気）

### スタジアムガイド
- ジェフユナイテッド市原・千葉によるスタジアム案内
- トップリーグによるスタジアム案内